# 유장 (광척절후)
유장(劉將, ? ~ 기원전 122년) 또는 유택(劉擇)은 전한 중기의 제후로, 노공왕의 아들이다.

## 행적
원삭 원년(기원전 128년), 광척후(廣戚侯)에 봉해졌다.
원수 원년(기원전 122년)에 죽으니 시호를 절이라 하였고, 작위는 아들 유시가 이었다.

## 출전
- 사마천, 《사기》 권21 건원이래왕자후자연표
- 반고, 《한서》 권15하 왕자후표 下